# Sieboldius deflexus
Sieboldius deflexus – gatunek ważki z rodziny gadziogłówkowatych (Gomphidae).